# هاي شوالس (كارولاينا الشمالية)
هاي شوالس (بالإنجليزية: High Shoals, North Carolina)‏ هي منطقة سكنية تقع في الولايات المتحدة في مقاطعة غاستون، كارولاينا الشمالية. يقدر عدد سكانها بـ 696 نسمة ومساحتها 6.9 كم2 وترتفع عن سطح البحر 232 متر.